# Liste über- und zwischenstaatlicher Bündnisse
Die Liste über- und zwischenstaatlicher Bündnisse zählt gegenwärtige Bündnisse nach kultureller, militärischer, regionaler, politischer oder wirtschaftlicher Integrations- resp. Kooperationsart auf supranationaler, intergouvernementaler, ferner auch nongouvernementaler Ebene, auf.

## Kulturelle Bündnisse

### Sprachliche Union
|  | Organisation                                    | Kürzel | Gründung          |
|  | ----------------------------------------------- | ------ | ----------------- |
|  | Commonwealth of Nations                         |        | 11. Dezember 1931 |
|  | Gemeinschaft der Portugiesischsprachigen Länder | CPLP   | 17. Juli 1996     |
|  | Internationale Organisation der Frankophonie    | OIF    | 20. März 1970     |
|  | Lateinische Union                               |        | 1954              |
|  | Organisation der Turkstaaten                    |        | 3. Oktober 2009   |
|  | Nederlandse Taalunie                            |        | 9. September 1980 |

### Religiöse Union
|  | Organisation                               | Kürzel | Gründung           |
|  | ------------------------------------------ | ------ | ------------------ |
|  | Organisation für Islamische Zusammenarbeit | OIC    | 25. September 1969 |

### Humanitäre Union
|  | Organisation                                                               | Kürzel | Gründung          |
|  | -------------------------------------------------------------------------- | ------ | ----------------- |
|  | Organisation der Vereinten Nationen für Erziehung, Wissenschaft und Kultur | UNESCO | 16. November 1945 |
|  | Vereinte Nationen Organisation                                             | UNO    | 26. Juni 1945     |
|  | Weltgesundheitsorganisation                                                | WHO    | 7. April 1948     |

## Technische Bündnisse
|  | Organisation                            | Kürzel | Gründung         |
|  | --------------------------------------- | ------ | ---------------- |
|  | Internationale Fernmeldeunion           | ITU    | 17. Mai 1865     |
|  | Internationale Organisation für Normung | ISO    | 23. Februar 1947 |
|  | Weltpostverein                          | UPU    | 9. Oktober 1874  |
|  | Weltorganisation für Meteorologie       | WMO    | 23. März 1950    |

## Militärische Bündnisse
|  | Organisation                                             | Kürzel | Gründung                                                         |
|  | -------------------------------------------------------- | ------ | ---------------------------------------------------------------- |
|  | Australia – New Zealand – United States                  | ANZUS  | 29. April 1952                                                   |
|  | Australia – United Kingdom – United States               | AUKUS  | 15. September 2021                                               |
|  | Organisation des Vertrags über kollektive Sicherheit     | OVKS   | 7. Oktober 2002                                                  |
|  | Organisation für Demokratie und Wirtschaftsentwicklung   | GUAM   | 10. Oktober 1997                                                 |
|  | Organisation für Sicherheit und Zusammenarbeit in Europa | OSZE   | 3. Juli 1973                                                     |
|  | Interamerikanischer Vertrag über gegenseitigen Beistand  | TIAR   | 2. September 1947 Unterzeichnung 3. Dezember 1948 Inkrafttretung |
|  | Nordatlantikpakt-Organisation                            | NATO   | 4. April 1949                                                    |

## Regional-politische Bündnisse
|  | Organisation                                                  | Kürzel       | Gründung                             |
|  | ------------------------------------------------------------- | ------------ | ------------------------------------ |
|  | Afrikanische Union                                            | AU (OAU)     | 9. Juli 2002 (25. Mai 1963)          |
|  | Arabische Liga                                                | LAS          | 11. Mai 1945                         |
|  | Europarat                                                     |              | 5. Mai 1949                          |
|  | Europäische Union                                             | EU           | 1. Januar 1958                       |
|  | Forum für den Fortschritt und die Integration Südamerikas     | PROSUR       | 22. März 2019                        |
|  | Gemeinschaft der Lateinamerikanischen und Karibischen Staaten | CELAC        | 23. Februar 2010                     |
|  | Gemeinschaft Unabhängiger Staaten                             | GUS          | 8. Dezember 1991                     |
|  | Organisation Amerikanischer Staaten                           | OAS          | 30. April 1948                       |
|  | Ostseerat                                                     | CBSS         | 6. März 1992                         |
|  | Pazifisches Inselforum                                        | PIF          | 17. April 1971 (August 1971 Treffen) |
|  | Russisch-Belarussische Union                                  |              | 8. Dezember 1999                     |
|  | Shanghaier Organisation für Zusammenarbeit                    | SCO          | 7. Juni 2002                         |
|  | Südafrikanische Entwicklungsgemeinschaft                      | SADC (SADCC) | 17. August 1992 (1. April 1980)      |
|  | Union des Arabischen Maghreb                                  | UAM          | 17. Februar 1989                     |
|  | Union Südamerikanischer Nationen                              | UNASUR       | 23. Mai 2008                         |
|  | Verband Südostasiatischer Nationen                            | ASEAN        | 8. August 1967                       |
|  | Zentralamerikanisches Integrationssystem                      | SICA         | 13. Dezember 1991                    |

Organisation für Afrikanische Einheit: OAU war eine Vorgängerorganisation der AU
Südafrikanische Entwicklungskonferenz: SADCC war eine Vorgängerorganisation der SADC

## Wirtschaftsbündnisse

### Zusammenarbeit
|  | Organisation                                                    | Kürzel | Gründung          |
|  | --------------------------------------------------------------- | ------ | ----------------- |
|  | Organisation für wirtschaftliche Zusammenarbeit und Entwicklung | OECD   | 14. Dezember 1960 |

### Finanzunion
|  | Organisation                  | Kürzel | Gründung          |
|  | ----------------------------- | ------ | ----------------- |
|  | Internationaler Währungsfonds | IWF    | 27. Dezember 1945 |
|  | Weltbank                      |        | 27. Dezember 1945 |

### Zollunion
|  | Organisation                                              | Kürzel      | Gründung                          |
|  | --------------------------------------------------------- | ----------- | --------------------------------- |
|  | Andengemeinschaft                                         | CAN         | 16. Oktober 1969                  |
|  | Eurasische Wirtschaftsunion                               | EAWU (EAWG) | 1. Januar 2015 (10. Oktober 2020) |
|  | Organisation für wirtschaftliche Zusammenarbeit           | ECO         | 1985                              |
|  | Europäische Zollunion                                     | EUCU        | 1968                              |
|  | Golf-Kooperationsrat                                      | GCC         | 25. Mai 1981                      |
|  | Karibische Gemeinschaft                                   | CARICOM     | 1. August 1973                    |
|  | Ostafrikanische Gemeinschaft                              | EAC         | 7. Juli 2000                      |
|  | Schweizer Zollgebiet                                      | EZV         |                                   |
|  | Zollunion des Südlichen Afrika                            | SACU        | 1910                              |
|  | Zentralafrikanische Wirtschafts- und Währungsgemeinschaft | CEMAC       | 1999                              |

### Freihandelszone, Binnenmarkt
|  | Organisation                                               | Kürzel   | Gründung          |
|  | ---------------------------------------------------------- | -------- | ----------------- |
|  | Amerikanische Freihandelszone                              | ALCA     | (geplant)         |
|  | ASEAN-Freihandelszone                                      | AFTA     | 1. Januar 2003    |
|  | Asiatisch-Pazifische Wirtschaftsgemeinschaft               | APEC     | 1989              |
|  | Bolivarianische Allianz für Amerika                        | ALBA-TCP | 14. Dezember 2004 |
|  | Dominican Republic-Central America Free Trade Agreement    | DR-CAFTA | 5. August 2004    |
|  | Europäischer Wirtschaftsraum                               | EWR      | 2. Mai 1992       |
|  | Gemeinsamer Markt für das Östliche und Südliche Afrika     | COMESA   | 8. Dezember 1994  |
|  | Gemeinsamer Markt Südamerikas                              | Mercosur | 26. März 1991     |
|  | Gemeinschaft der Sahel-Sahara-Staaten                      | CEN-SAD  | 4. Februar 1998   |
|  | Greater Arab Free Trade Area                               | GAFTA    | 1. Januar 2005    |
|  | Europäische Freihandelsassoziation                         | EFTA     | 4. Januar 1960    |
|  | Mano River Union                                           | MRU      | 3. Oktober 1973   |
|  | Mitteleuropäisches Freihandelsabkommen                     | CEFTA    | 12. Dezember 1992 |
|  | United States – Mexico – Canada                            | USMCA    | 1. Juli 2020      |
|  | Pazifik-Allianz                                            |          | 6. Juni 2012      |
|  | Pazifische Gemeinschaft                                    | SPC      | 6. Februar 1947   |
|  | Regional Comprehensive Economic Partnership                | RCEP     | 1. Januar 2022    |
|  | Südasiatische Vereinigung für regionale Kooperation        | SAARC    | 8. Dezember 1985  |
|  | Transpazifische strategische wirtschaftliche Partnerschaft | TPSEP    | 28. Mai 2006      |
|  | Westafrikanische Wirtschaftsgemeinschaft                   | ECOWAS   | 28. Mai 1975      |
|  | Zentralafrikanische Wirtschaftsgemeinschaft                | CEEAC    | 18. Oktober 1983  |
|  | Zentralamerikanischer gemeinsamer Markt                    | MCCA     | 13. Dezember 1960 |

### Währungsunion
|  | Organisation                                              | Kürzel | Gründung                                                             |
|  | --------------------------------------------------------- | ------ | -------------------------------------------------------------------- |
|  | Afrikanische Währungsunion                                |        | (geplant)                                                            |
|  | Chalidschi-Währungsunion                                  |        | (geplant)                                                            |
|  | Common Monetary Area                                      | CMA    | 1974                                                                 |
|  | Westafrikanische Währungszone                             | WAMZ   | (geplant)                                                            |
|  | Europäische Wirtschafts- und Währungsunion                | EWWU   | 1990 1. Januar 1999 (€ als Buchgeld), 1. Januar 2002 (€ als Bargeld) |
|  | Ostkaribische Währungsunion                               | ECCU   | 1965                                                                 |
|  | Sistema Unitario de Compensación Regional                 | SUCRE  | November 2008 (Beschluss) 27. Januar 2010 (Einführung als Buchgeld)  |
|  | Westafrikanische Wirtschafts- und Währungsunion           | UEMOA  | 10. Januar 1994                                                      |
|  | Zentralafrikanische Wirtschafts- und Währungsgemeinschaft | CEMAC  | 16. März 1994 (Vereinbarung) 1999 (Inkrafttretung)                   |